# ABU TV Song Festival 2022
Het ABU TV Song Festival 2022 was de elfde editie van het ABU TV Song Festival. Het ABU TV Song Festival is een non-competitief festival dat afgeleid is van het Eurovisiesongfestival. Bij deze versie mogen alleen de landen uit Azië en Oceanië deelnemen.
De elfde editie vond op 27 november 2022 plaats in het Siri Fort Auditorium in New Delhi in India. Het was al de derde keer dat India een ABU-evenement organiseerde. Het land organiseerde ook de twee edities van het ABU International Dance Festival in 2017 en 2019.
Na twee online edities, vanwege de coronapandemie, reisden de artiesten terug af naar het gastland om van daaruit live op te treden.
Er namen 9 landen deel aan het festival. Eén minder dan het voorgaande jaar en het laagste aantal sinds de start van het festival. De Malediven en Turkmenistan namen opnieuw deel na respectievelijk drie en één jaar afwezigheid. Brunei, Macau en, het gastland van de twee voorgaande edities, Maleisië daarentegen deden niet meer mee aan de elfde editie van het festival.

## Deelnemende landen
| Volgorde | Land         | Taal                                   | Artiest                        | Lied                         |
| -------- | ------------ | -------------------------------------- | ------------------------------ | ---------------------------- |
| 1        | Zuid-Korea   | Koreaans                               | Kang Daniel                    | Parade                       |
| 2        | Kazachstan   | Kazachs, Russisch, Engels en Italiaans | Madi Syzdikov                  | SENSIZ                       |
| 3        | India        | Hindi                                  | Sniti Mishra                   | Darbari fusion               |
| 4        | Turkije      | Turks                                  | Sedat, Damla & Selahattin Anar | Halk içre bir ayineyim       |
| 5        | Japan        | Japans en Engels                       | Win Morisaki                   | PARADE                       |
| 6        | Vietnam      | Vietnamees                             | Lê Thị Minh Ngọc               | Mênh mang một khúc sông hồng |
| 7        | Malediven    | Divehi                                 | Shammoon Mohamed               | Magey raajje                 |
| 8        | Turkmenistan | Turkmeens                              | Ahmet Atajanow                 | Dunýa dursun                 |
| 9        | Indonesië    | Engels                                 | Putri Ayu Silaen               | Never enough                 |

2012 · 2013 · 2014 · 2015 · 2016 · 2017 · 2018 · 2019 · 2020 · 2021 · 2022 · 2023 · 2024 · 2025

Zie ook: ABU Radio Song Festival